# Centre parroquial de Centelles
El Centre parroquial de Centelles és un edifici amb elements noucentistes i eclèctics de Centelles (Osona) protegit com a Bé Cultural d'Interès Local.

## Descripció
Es tracta d'un edifici de planta baixa més pis. La façana antigament era totalment simètrica, amb tres obertures al pis superior, porta central i finestres i igualment a la planta baixa. Els anys 30 es va construir un annex que va fer perdre la composició simètrica de la façana l'afegit del cos de la banda dreta. Les escales són de volta catalana amb tres espais de descans i unides en el primer pis.
Destaquen les motllures que emmarquen portes i finestres, així com les baranes de ferro forjat i el llum d'estil noucentista.
La coberta és de teula àrab i presenta un ràfec que sobresurt.
En una obra posterior es va canviar la tova de les escales per pedra de Cerdà.

## Història
L'edifici és testimoni de les primeres societats d'esbarjo de la industrialització moderna que es va expandir a finals del segle xix a les ciutats i pobles amb tradició industrial.